# Francisco Palma Burgos
Francisco Palma Burgos (Málaga, 12 de febrero de 1918–Úbeda, 31 de diciembre de 1985) fue un escultor, imaginero y pintor español.

## Biografía
Nació en el barrio de la Victoria, Málaga, en la calle del Cobertizo del Conde. Fue hijo del artista antequerano Francisco Palma García, que le transmitió sus primeras nociones de escultura, y completó sus estudios en la Escuela de Artes y Oficios Artísticos de Málaga. 
En 1940, con tan sólo 22 años, fue nombrado académico de la Real Academia de Bellas Artes de San Telmo de Málaga, recibiendo los ánimos y la visita de Mariano Benlliure, escultor al que siempre admiró, y del que fue discípulo. 
Profesor de la Escuela de Artes y Oficios de su ciudad natal, a comienzos de los años 40, inicia sus idas y venidas a Italia de forma intermitente, en donde asiste a los cursos de Bellas Artes que instruía Americo Bartoli. 
En el año 1943, ganó el concurso para la realización del trono de Jesús de Medinaceli, de Madrid, instalando un taller en la capital española, que alternaría con los ya establecidos en Andújar y Málaga. 
El 31 de diciembre de 1985, Francisco Palma Burgos falleció en Úbeda, Jaén, de un cáncer de hígado, celebrándose el entierro en Úbeda el 1 de enero del año siguiente, con una comitiva por las calles ubetenses, y escoltado por los estandartes de las cofradías. Fue amortajado con un hábito de la hermandad de la Noche Oscura, de la que fue fundador y cuyo titular talló en 1966, y donde se creó una Escuela de Arte que honra su memoria.
Conocido fundamentalmente por sus obras de imaginería para la Semana Santa andaluza, especialmente las de Málaga y Úbeda. Es un continuador de la estética de tradición barroca, caracterizada por una temática fundamentalmente religiosa, en la que predomina el gusto por la belleza corporal y sensitiva pero de expresividad contenida, que la distingue del dramatismo de la imaginería castellana.

## Obras más conocidas

### Almería
- Santo Cristo del Perdón y de las Lluvias (Almería).

### Cádiz
- Santísimo cristo de las Misericordias, Alcalá del Valle (Cádiz)

### Málaga
- Santísimo Cristo de los Milagros, (1938) (primera obra) (Ermita de Zamarrilla), (Málaga).
- Trono procesional del Dulce Nombre de Jesús Nazareno del Paso, (Basílica del Paso y la Esperanza), (Málaga).
- Cristo de la Buena Muerte y Ánimas (conocido popularmente como el "Cristo de Mena"). (Iglesia de Santo Domingo, Málaga).
- María Santísima de los Dolores (1947) de la Hermandad de Nuestro Padre Jesús Nazareno de Almogía, Málaga.
- Cristo de la Humillación y Perdón (Iglesia de Santo Domingo, Málaga).
- Cristo de la Sangre (Iglesia San Felipe Neri, Málaga)
- Trono procesional de Nto. Padre Jesús de la Columna (Gitanos) (Casa Hermandad de la Cofradía de Gitanos, Málaga)
- Trono procesional del Cristo de la Buena Muerte y Ánimas (Mena)
- María Magdalena de los pies del Stmo. Cristo de la Buena Muerte y Ánimas (Iglesia de Santo Domingo, Málaga)
- Nuestro Padre Jesús del Santo Suplicio (1985) (última obra) (Ermita Zamarrilla, Málaga).
- Grupo escultórico de La Piedad (Capilla de la Cruz del Molinillo, Málaga) (basado en el grupo de su padre Palma García
- Santo Entierro de Cristo (Campillos, Málaga).
- Altar Mayor de la Iglesia de San Marcos Evangelista y talla de la Purísima Inmaculada (Cuevas de San Marcos)
- Nuestro Padre Jesús Nazareno (Colmenar, Málaga)
- Nuestro Padre Jesús Nazareno (Riogordo, Málaga)
- San Sebastián Algarrobo (España)
- Cofradía Nuestro Padre Jesús Nazareno [Coín (España)]
- Nuestra Señora de las Nieves, 1940 (Torrox, Málaga) Cofradía Nuestro Padre Jesús Nazareno de Coín.Obra realizada por Francisco Palma Burgos, esta imagen se encuentra en una de las capillas de la Parroquia de San Juan Bautista de Coín (Málaga)

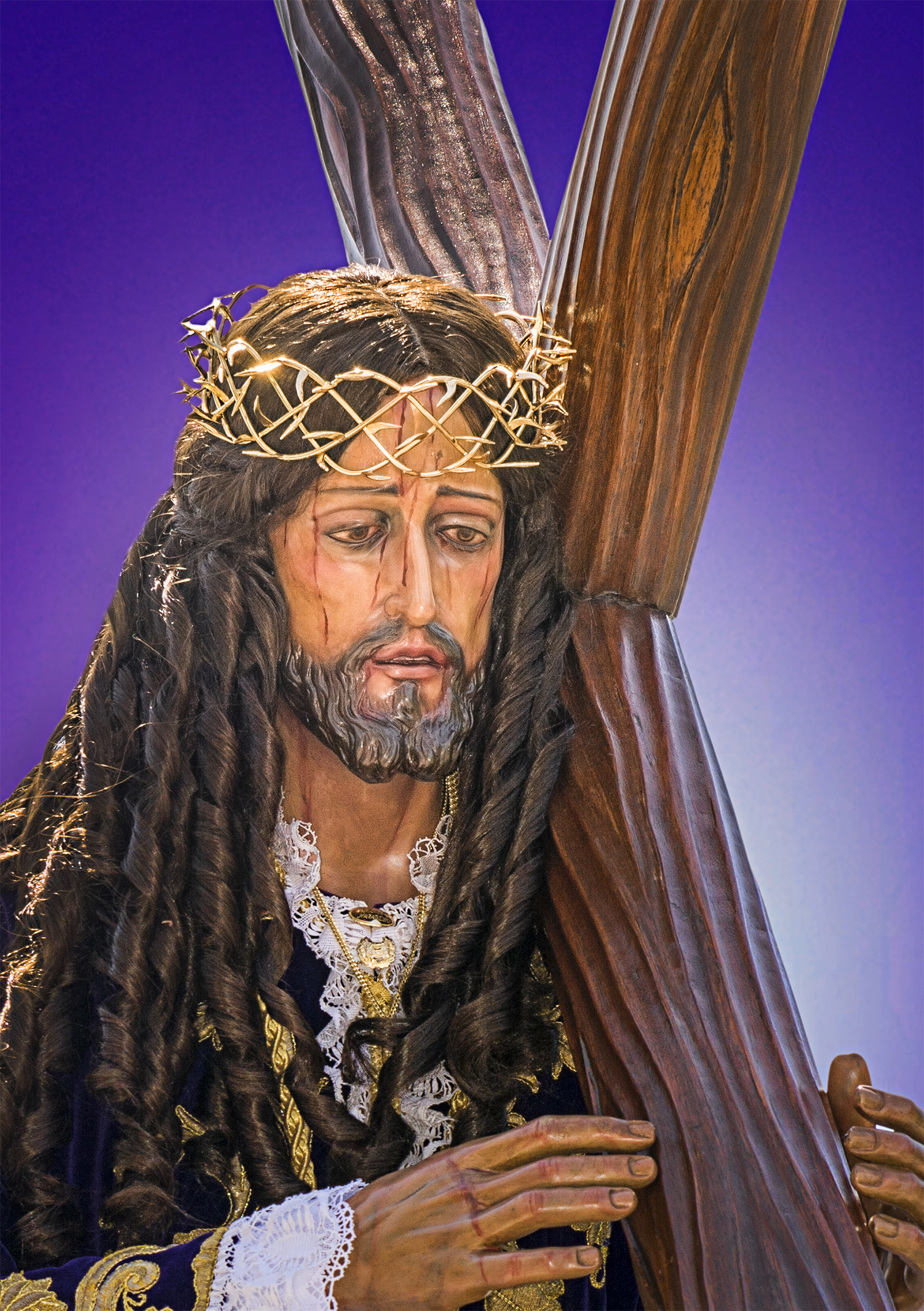
Cofradía Nuestro Padre Jesús Nazareno de Coín.Obra realizada por Francisco Palma Burgos, esta imagen se encuentra en una de las capillas de la Parroquia de San Juan Bautista de Coín (Málaga)

- Hermandad de Nuestra Señora de Gracia [Alhaurín el Grande (España) Obra realizada por Francisco Palma Burgos en 1937, esta imagen se encuentra en la Parroquia de Ntra. Sra. de la Encarnación de Alhaurín el Grande (Málaga)

### Jaén
- Cristo Yacente. Abril de 1949. Venerable Hermandad Del Santo Sepulcro.  Parroquia de San Bartolomé, (Andújar - Jaén).
- Nuestra Señora de los Dolores en su Soledad - Retrato de la madre del autor - (1941) Hermandad del Santo Entierro de Linares, (Jaén)
- Santísimo Cristo de la Buena Muerte, 1953 (Beas de Segura - Jaén)
- Santísima Virgen de la Lágrimas, 1953 (Beas de Segura - Jaén)

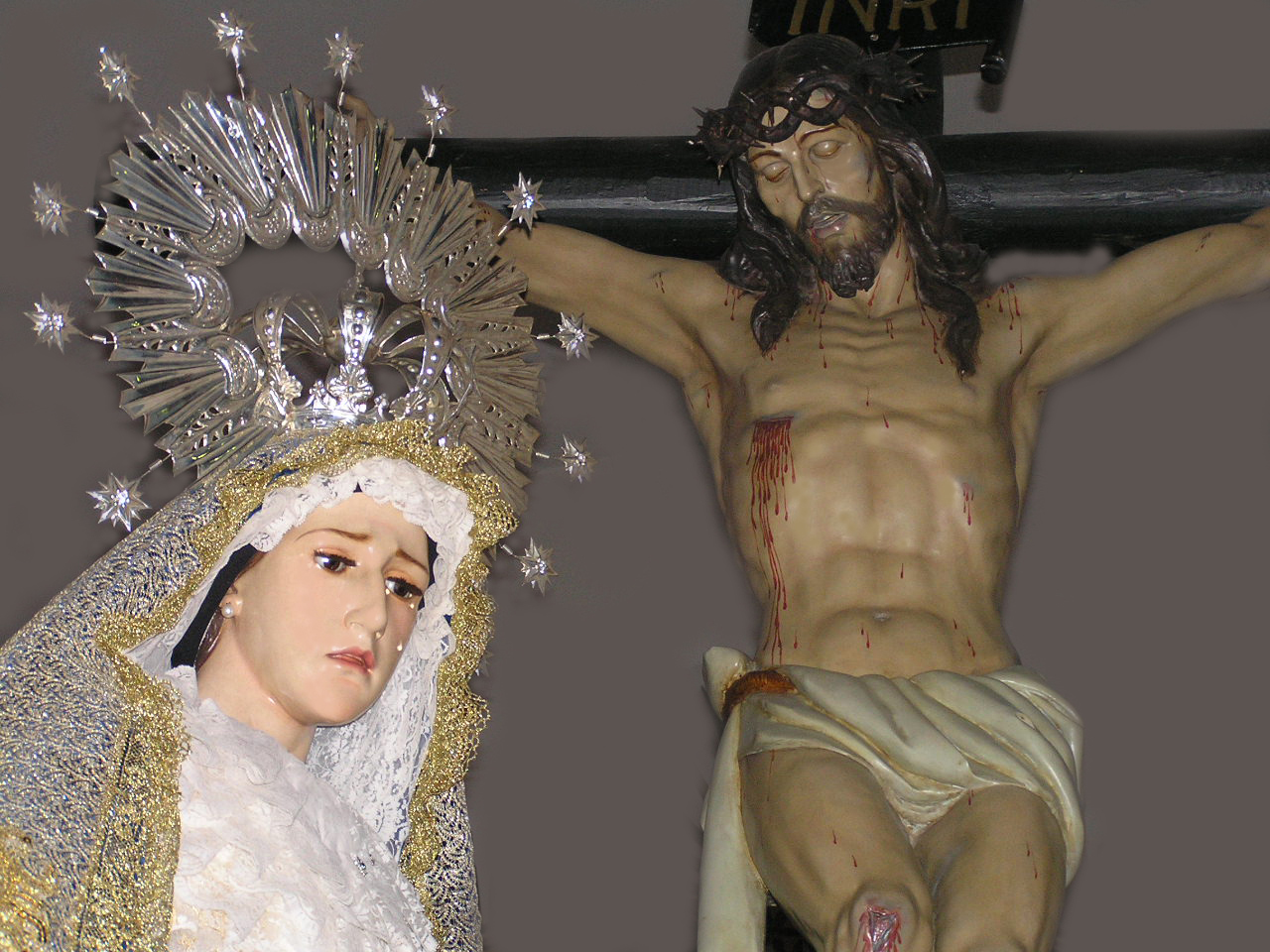
Cristo de la Buena Muerte y Virgen de las Lágrimas (Beas de Segura)

- Monumento a la Inmaculada Concepción (1954) Linares
- Monumento al atleta (1954). Linares
- Paso de Jesús Orando en el Huerto, 1954 (Jaén)
- Jesús del Perdón, 1955 (Jaén)
- Cristo de la Vera-Cruz de Torreperogil (Jaén) 1958 Parroquia de Santa María
- Cristo de la Expiración de Sabiote (Jaén) 1959 Convento de las Carmelitas.
- Grupo escultórico del Santo Entierro (Colegiata de Santa María, Úbeda, Jaén)
- Cristo de la Noche Oscura (Santuario de María Auxiliadora, Úbeda – Jaén)
- Cristo de la Humildad (Torredonjimeno, Jaén).
- Jesús Preso (Torredonjimeno, Jaén).
- Cristo del Amor y del Silencio. (Torredonjimeno, Jaén).
- Nuestro Padre Jesús Nazareno (Torredonjimeno, Jaén). Todas las imágenes de esta ciudad en la parroquia de San Pedro.
- Señor de la Columna (Parroquia de San Isidoro. Úbeda - Jaén).

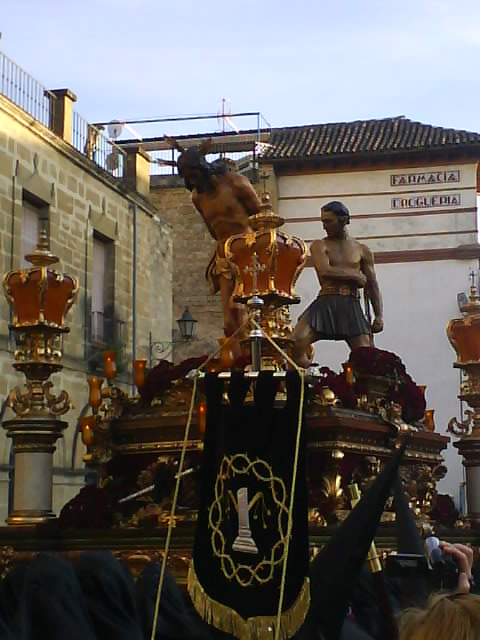
Cristo de la Columna (Úbeda)

- Grupo escultórico de La Piedad (La Carolina - Jaén)
- Cristo Yacente del Santo Sepulcro (Colegiata de Santa María. Úbeda - Jaén).
- Relieve monumental de la fachada de la Iglesia de Cristo Rey (San Juan Bautista), de los Jesuitas (Úbeda - Jaén).
- Virgen de los Dolores de la Cofradía de Jesús Nazareno (Colegiata de Santa María. Úbeda - Jaén).
- Jesús Resucitado (Parroquia de San Nicolás. Úbeda - Jaén).
- Grupo escultórico de la Entrada de Jesús en Jerusalén (Convento de la Trinidad. Úbeda - Jaén).
- Virgen de la Caridad de la Cofradía de La Columna (Parroquia de San Isidoro. Úbeda - Jaén).
- Trono de Jesús Nazareno (Úbeda - Jaén).
- Trono del Cristo de la Expiración (Úbeda - Jaén).
- Trono del Señor de la Columna (Úbeda - Jaén).
- Trono de la Entrada de Jesús en Jerusalén (Úbeda - Jaén).
- Trono de Jesús Resucitado. Úbeda (Jaén).
- Trono de la Oración en el Huerto. (Jódar, Jaén).
- Trono del Cristo de la Vera-Cruz. Torreperogil (Jaén).
- Retablo neogótico de la Capilla Mayor de la iglesia de San Nicolás de Bari (Úbeda - Jaén).
- Altar monumental con baldaquino de Jesús Nazareno en la Colegiata de Santa María (Úbeda - Jaén).
- Estatua yacente de San Juan de la Cruz y cuadros alegóricos de su obra en el Oratorio de San Juan de la Cruz (Úbeda - Jaén).
- Frescos del altar mayor de la Iglesia de los Carmelitas Descalzos (Úbeda - Jaén).
- Altar Mayor de la iglesia Parroquial de Nuestra Señora de la Natividad (Jamilena - Jaén).
- Retablo monumental, de la Parroquia de San Mateo (Baños de la Encina .Jaén), con motivo central de la Inmaculada, 1960.
- Retablo de la Parroquia de la Asunción de Rus (Jaén).
- Retablo de la Parroquia de San Miguel de Andújar (Jaén).
- Retablo del Santuario del Gavellar o de Nuestra Señora de Guadalupe (Úbeda).
- Monumento a San Juan de la Cruz. Plaza 1.º de Mayo (Úbeda).
- Antiguo paso de la cofradía de Nuestro Padre Jesús Nazareno y María Santísima de la Aurora de Torredelcampo (Jaén)
- Nuestro Padre Jesús Nazareno, de la actual Cofradía de Nazarenos y Hermandad del mismo titular en Arjona. (Jaén)
- Camarín de Nuestro Padre Jesús Nazareno de San Pedro Advíncula de Escañuela.
- Trono de Nuestra Señora de las Angustias (Hermandad de la Buena Muerte de la Catedral de Jaén). 1950. En una de las cartelas laterales aparece una pintura dedicada y firmada.

### Resto de España
- Cristo de Medinaceli (Parroquia de San Joaquín de Cieza, Murcia).
- Imagen de San Pedro Penitente. 1948 (Cieza, Murcia) (Cofradía de San Pedro Apóstol , Parroquia de San Juan Bosco de Cieza)
- Cristo del Clavo (Santa Cruz de La Palma - Canarias)
- San Pedro (Cieza)
- Imagen de Ntra. Sra. del Carmen. Iglesia del Carmen, C/ Carmen, 10 - Madrid
- Trono de Nuestro Padre Jesús Nazareno de Medinaceli perteneciente a la Archicofradía Primaria de la Real e Ilustre Esclavitud de Nuestro Padre Jesús Nazareno tallado hacia el 1944 y que fue portado a ruedas hasta la Semana Santa de 2019.